# 卡萊恩冰川
79°34′S 159°50′E / 79.567°S 159.833°E
卡萊恩冰川（英語：Carlyon Glacier）是南極洲的冰川，座標79°34′S 159°50′E / 79.567°S 159.833°E，位於希拉里海岸，在1958年被英聯邦探險隊繪入地圖，由新西蘭南極名稱諮詢委員會命名，現時由南極條約體系管理。